# Aeroportul Viqueque
Aeroportul Viqueque (IATA: VIQ, ICAO: WPVQ) este un aeroport din Viqueque⁠(d), Timorul de Est.
aeroportul dispune de o singură pistă.